# 百村
百村（もむら）は、東京都稲城市の町名である。郵便番号は206-0804。

## 地理
百村は、周辺である北に向陽台や大丸、西に長峰や坂浜、東や南に東長沼と接する。真中を通る京王相模原線や三沢川を跨ぐ形で広い面積を有し、北端は台上に、南端は多摩丘陵上に位置する。また西の長峰方の先に当町の飛び地が存在する。向陽台や長峰などと共に、当町は多摩ニュータウンの区域として構成している。

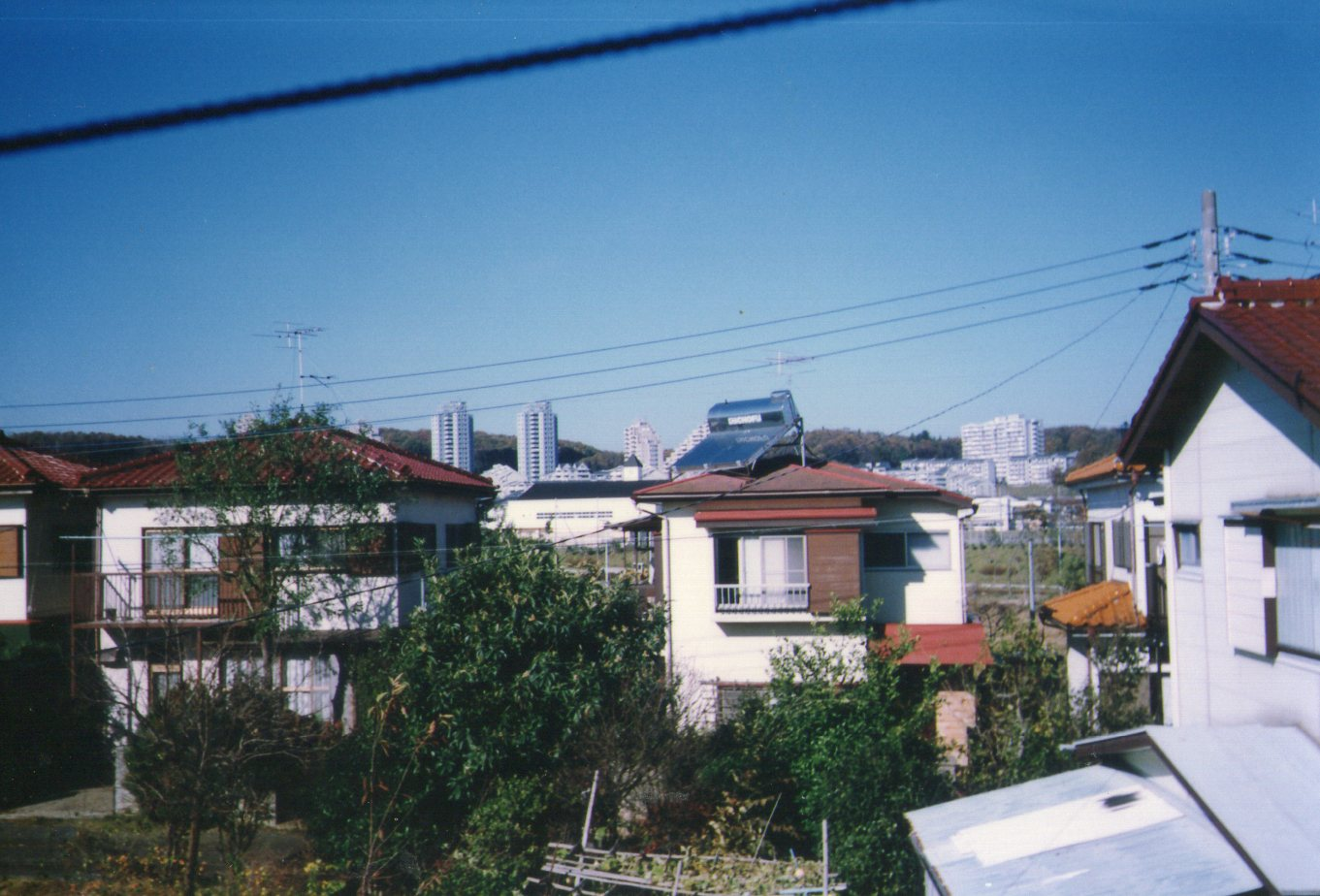
尾根幹線出来る前の百村頂上付近の様子

googleマップ 稲城市百村

## 世帯数と人口
2017年（平成29年）12月1日現在の世帯数と人口は以下の通りである。
| 大字 | 世帯数    | 人口    |
| ---- | --------- | ------- |
| 百村 | 2,324世帯 | 5,163人 |

## 小・中学校の学区
市立小・中学校に通う場合、学区は以下の通りとなる
| 番地 | 小学校                 | 中学校                 |
| --- | ---------------------- | ---------------------- |
| 5〜60番地、67～98番地、103～104番地、116番地 493～546番地、591～620番地、1033番地、1038番地 1042～1043番地、1053～1064番地、1065～1068番地 1070番地、1072番地、1119～1125番地、1187～1238番地 1240～1396番地、1399～1407番地、1418～1419番地 1441番地、1449～1453番地、1468～1469番地 1472～1519番地、1522～1539番地、1551～1555番地 1583～1591番地、1601～1603番地、1605～1608番地 1610番地、1613～1617番地 | 稲城市立稲城第三小学校 | 稲城市立稲城第一中学校 |
| 1464番地、1466～1467番地、1520番地、1540～1545番地 1558番地、1581番地、1618～1630番地 | 稲城市立南山小学校     | 稲城市立稲城第一中学校 |
| 105番地、111～112番地、115番地、119～120番地 122～131番地、134～138番地、144～146番地 148～156番地、158～224番地、229～234番地 240～252番地、254～258番地、263～268番地 271～272番地、1065番地、1067～1069番地 1071～1072番地、1127～1142番地、1144～1149番地 1151～1174番地、1176～1186番地、1239番地、1604番地 2102番地、2104～2129番地、3204～3211番地                                                    | 稲城市立向陽台小学校   | 稲城市立稲城第五中学校 |

## 交通

### 道路
- 東京都道19号町田調布線　-　現道である鶴川街道側と南多摩尾根幹線側が共に当町を通り抜ける。
- 稲城市道 - 当町内に位置する市道路名称として以下が存在する[5]。
  - 向陽台・公園通り　-　稲城駅から当町を通り向陽台地区へ向かう道路。都道19号の鶴川街道とは稲城中央橋交差点で、尾根幹線とは堅谷戸大橋交差点で、いずれも当町内で交差する。
  - 松の台通り

### 鉄道
- 京王相模原線稲城駅　-　当町からの最寄り駅であり、同駅の西端（若葉台駅方面）寄りは当町の一部分に差し掛かっている（同駅の正式な所在地は隣の東長沼である）。
- またJR武蔵野線の貨物線（武蔵野南線）も当町を京王線と平面交差しながら通りかかるが、旅客駅としては存在しない。

### バス
- 稲城駅（バスロータリーについても隣の東長沼に位置する）を発着（または経由）する京王電鉄バスと小田急バスが以下の各地区へ運行している。（稲城駅#バス路線も参照）
  - 向陽台・公園通りを走行する京王バス多摩営業所や小田急バス新百合ヶ丘営業所が、向陽台・長峰から若葉台駅（京王相模原線）へ、また稲城市立病院やその先の聖蹟桜ヶ丘駅（京王線）へそれぞれ向かう。
  - 都道19号の鶴川街道（坂浜方面）を経由する小田急バスの新百合ヶ丘営業所が、駒沢学園からその先の新百合ヶ丘駅（神奈川県川崎市麻生区にある小田急小田原線の駅）へ向かっている。
- この他に稲城市のコミュニティバスであるiバスの内、稲城駅を発着する市内循環路線（矢野口駅や南多摩駅（共にJR南武線）、京王よみうりランド駅方面）などが、鶴川街道などを経由してそれぞれの地区まで廻っている[6] 。

## 教育
- 稲城市立稲城第一中学校
  - 当町区域の内の半分が第一中学校へ、もう半分が稲城市立稲城第五中学校（向陽台）への通学区域となっている[7]。

## 河川
- 三沢川（多摩川水系である一級河川）

## 施設

### 学校等
- 稲城市立稲城第一中学校

### 公園
| - 木詰台公園（街区公園） - ときの広場（街区公園） - 卵の広場公園（街区公園） - 天神山東公園（街区公園） | - 白道ちびっ子広場（街区公園） - 松の台広場（街区公園） - 百村入谷戸児童公園（街区公園） - 百村神化児童公園（街区公園） |

### 神社・寺
- 妙見寺
- 竪神社

### 複合施設
- 京王リトナード稲城

### 商業施設・その他
- みずほ銀行稲城中央支店
- 稲城市消防団 第4分団
- 稲城市福祉センター

### コンビニ
- セブン-イレブン 稲城中央橋前店
- セブン-イレブン 稲城百村店
- ローソン・スリーエフ 稲城駅北口店

### 飲食店
- スシロー 稲城百村店
- ガスト 稲城駅前店
- お好み焼 道とん堀 稲城店
- ベーカリー＆カフェ ルパ 稲城店

## その他

### 警察
警察の管轄区域は以下の通りである。
| 番・番地等 | 警察署         | 交番・駐在所 |
| ---------- | -------------- | ------------ |
| 全域       | 多摩中央警察署 | 百村駐在所   |